# Джим Беглін
Джим Беглін (англ. Jim Beglin, нар. 29 липня 1963, Вотерфорд) — ірландський футболіст, що грав на позиції лівого захисника, зокрема за «Ліверпуль» та національну збірну Ірландії.
Згодом — телевізійний коментатор і експерт, відомий співпрацею з каналами RTÉ, CBS Sports, BT Sport та NBCSN.

## Клубна кар'єра
У дорослому футболі дебютував 1980 року виступами за команду «Шемрок Роверс», в якій провів три сезони, попри юний вік ставши гравцем основного складу.
1983 року молодий ірландець став останнім придбанням Боба Пейслі, багаторічного менеджера «Ліверпуля», який сплатив за його перехід 20 тисяч фунтів стерлінгів. Регулярно залучатися до матчів головної команди мерсісайдців почав лише на початку 1985 року, а переможний для ліверпульської команди сезон 1985/86 розпочинав вже як основний гравець на лівому фланзі захисту команди, змінивши на цій позиції досвідченого Алана Кеннеді. По суті цей сезон, в якому «Ліверпуль» крім чемпіонського титулу здобув Кубок і Суперкубок країни, став для Бегліна єдиним, повністю проведеним у статусі гравця «основи» клубу.
Наступний сезон він також розпочав як основний виконавець на позиції лівого захисника в тактичних побудовах граючого тренера Кенні Далгліша, проте у січні 1987 року отримав важкий перелом ноги у грі на Кубок англійської ліги. Після тривалого відновлення почав набирати форму в резервній команді «Ліверпуля», у грі за яку у жовтні 1988 року ушкодив коліно. Ця травма завершила його кар'єру в «Ліверпулі».
Влітку 1989 року у спробі відновити футбольну кар'єру став гравцем друголігового «Лідс Юнайтед», з яким відразу ж став переможцем Другого дивізіону, хоча не мав постійного місця у складі його команди. Згодом віддавався в оренду до «Плімут» та «Блекберн Роверз». 1991 року, після чергового рецидиву травми коліна, 27-річний гравець був змушений оголосити про завершення кар'єри.

## Виступи за збірну
1984 року дебютував в офіційних матчах у складі національної збірної Ірландії. Протягом трирічної кар'єри у національній команді провів у її формі 15 матчів.

## Кар'єра на телебаченні
Запрошувався як експерт до аналізу футбольних матчів на телебаченні. З часом став коментувати футбол на британських каналах ITV та Granada Television, а також на ірландському RTÉ. Згодом в аналогічній ролі почав співпрацю з мережами BT Sport та NBCSN.
З 2010 року співпрацює з японським виробником відеоігор Konami, який використовує семпли голосових коментарів Бегліна при озвучуванні англомовних версій ігор лінійки Pro Evolution Soccer.

## Титули і досягнення
- Чемпіон Англії (3):

«Ліверпуль»: 1983–1984, 1985–1986, 1987–1988
- Володар Кубка Англії з футболу (2):

«Ліверпуль»: 1985–1986, 1988–1989
- Володар Кубка англійської ліги (1):

«Ліверпуль»: 1983–1984
- Володар Суперкубка Англії з футболу (2):

«Ліверпуль»: 1986, 1988
- Володар Кубка чемпіонів УЄФА (1):

«Ліверпуль»: 1983–1984